# Роомано
Роомано (нід. Roomano roʊ.ˈmaː.noʊ) — твердий голландський сир типу Гауда. Головна відмінність Роомано від Гауди — пастеризація. У Роомано міститься 48 % жиру і більше, а в Гауді — завжди менше 48 %. Вперше сир з'явився у Фрісландії, північні Нідерланди. Роомано виготовляється з коров'ячого молока і дозріває від чотирьох до п'яти років. У сиру дуже своєрідний смак і солоний і одночасно солодкуватий, з нотками ірису. Роомано — дуже рідкісний сир, його складно знайти навіть у самих Нідерландах. Його часто плутають з італійським сиром Романо (сир).